# Bansaan
Bansaan est une île en forme de boomerang située au large de la côte centre-nord de l’île de Bohol, aux Philippines. Elle fait partie de la municipalité de Talibon, dans la province de Bohol.

## Géographie
Bansaan est située au large de la côte centre-nord de l’île principale de Bohol. Elle est située à 7 kilomètres au nord de Talibon, à la position géographique approximative de latitude 10°13,0' à 10° 13,5' et de longitude 124° 18,5' à 124° 20,0'. Elle est accessible en bateau depuis Talibon.

## Hydrographie
Bansaan est une île en forme de boomerang, composée de récifs coralliens surélevés et d’une partie des plus grands récifs de Calituban, un groupe d’îles récifales dispersées et basses situées au large de la côte nord-ouest de l’île de Bohol. L’altitude la plus élevée est de 1,5 m au-dessus du niveau de la mer.

## Climat
Bansaan possède un climat tempéré chaud à hiver sec et été tempéré (Cwb) selon la classification de Köppen-Geiger. La température varie beaucoup sur l'année. La moyenne annuelle est de 18.8°C. La meilleure période pour se rendre à Bansaan est avril-mai. Au contraire, il est déconseillé de visiter Bansaan en janvier, février, mars, juillet, août, septembre, octobre et décembre pour des raisons climatiques (ensoleillement et températures notamment).

## Précipitations
L’île est soumise au climat Coronas IV, où les précipitations sont uniformément réparties tout au long de l’année. Les précipitations moyennes les plus élevées observées de juillet 1975 à septembre 1984 ont été observées au mois de juin (246,3 mm) et les plus faibles en avril (15,3 mm). Les précipitations annuelles moyennes étaient de 1136,2 mm. 

## Biodiversité

### Faune
24 espèces d’oiseaux, dont 14 espèces d’échassiers et 10 espèces d’oiseaux terrestres, ont été identifiées à Bansaan. Les dénombrements effectués lors des visites de février et septembre 1991 confirment l’importance de l’île comme zone d’hivernage et de halte migratoire pour les échassiers lors de leur migration vers le nord et vers le sud. Les pluviers à queue grise (Heteroscelus brevipes), les pluviers argentés (Pluvialis squatarola), les courlis corlieu (Numenius phaeopus) et les chevaliers gambettes (Tringa totanus) constituent les plus grands nombres enregistrés.
35 espèces de mollusques marins ont été signalées, dont 28 espèces de gastéropodes et 7 espèces de bivalves. Apparemment, toutes ces espèces sont comestibles et sont également utilisées comme matières premières dans l’industrie du coquillage.
L’étude entomologique préliminaire de l’île de Bansaan a révélé un total de 16 espèces représentant 6 ordres et 16 familles d’insectes. Sur les 16 espèces, l’ordre des diptères comprend le plus grand nombre de familles. Les ordres des lépidoptères et des orthoptères se classent en deuxième position avec 3 familles chacun, suivis de l’ordre des coléoptères avec 2 familles. Les derniers sont les ordres des hémiptères et des hyménoptères, avec une seule famille chacun.
Les mineuses, les coléoptères, les arpenteuses et les feuillus sont des ravageurs des palétuviers : Pongamia pinnata, Osbornia octodonta, Terminalia catappa, Excoecaria agallocha, Sonneratia caseolaris et Lumnitzera littorea. Des sauterelles des prés, des courtilières, des fourmis et des sauterelles à longues cornes ont été trouvées en train d’attaquer certaines plantes terrestres et herbes.
Certains insectes se sont avérés être des parasites pour l’homme. Il s’agit notamment des moustiques, des mouches domestiques et des petites mouches du fumier.

### Composition du sol
Le sable de plage et l’hydrolat sont les types de sols dominants de l’île. Les deux types de sols sont caractérisés par des valeurs de pH élevées, avec de grandes quantités de sels solubles et de sodium échangeable, ce qui entraîne une salinité et une conductivité électrique élevées, ainsi qu’une saturation en bases de près de 100 %. De plus, il a été noté que la plupart des sols ont une texture grossière.

## Géologie
L’ensemble de l’île est composé de sables coralliens blancs dérivés de l’altération des récifs coralliens. Sur la base des analyses paléontologiques de trois échantillons sélectionnés, il a été montré une liste de microfossiles connus identifiés comme communs dans les environnements côtiers ou peu profonds, typiques des zones de récifs coralliens. L’évaluation géologique de l’île n’a montré aucun gisement minéral digne d’être exploité.
Les eaux autour de l’île sont peu profondes, et il y a le risque de s’y échouer, comme c’est arrivé à un yacht (le M/Y Mags Royal) en octobre 2018. Les six personnes à bord (trois passagers et trois membres d’équipage, tous ressortissants chinois) ont été secourus par la Garde côtière philippine (PCG) qui a dépêché sur place le navire d’intervention multirôle BRP Capones (MRRV-4004). Celui-ci a remorqué en sécurité le M/V Mags Royal. L’équipe de recherche et de sauvetage de la sous-station de la Garde côtière à Talibon a inspecté le yacht afin de déterminer l’étendue des dommages, et un trou dans la coque a été trouvé près du gouvernail,,.

## Infrastructures
L’île est habitée et dispose même d’une école primaire,.